# Ел Хаса (гувернорат)
Ел Хаса (арап. ٱلْأَحْسَاء Ал-Хаса); је саудијска губернија која се налази у источној провинцији, 328 км од главног града Ријада. Има површину од 379.000 км², што је еквивалентно 20% територије краљевине Саудијске Арабије, а пустиња Емпти Куартер покрива око три четвртине губерније. Према статистици за 2017. годину. Ел Ахса је са око 1.041.863 становника предњачила у губернијама источне провинције Саудиске Арабије.

## Историја
Историја формирања Ел Хасе сеже у почетне фазе људског постојања у оази Ел Хаса, коју су започели Семити пастири, и каснијим миграцијама главних семитских племена на Арапском полуострву на север и исток. Штавише, једна од првих цивилизација која се појавила у Ел Хаси била је цивилизација Феникије. То су утврдиле гробнице које датирају од пет хиљада година које су откривене на обалама Ел Хасе и суседног острва Бахреин. За њих се верује да су феничанског порекла. Пронађени, антиквитети у овим гробницама касније су послати у Британски музеј.
Ел Хаса има највеће нафтно поље на свету, ширине 280 пута 30 км, које се налази источно од града Хуфуфа и оазе Ел Хаса, а поље производи више од пет милиона барела (800.000 м3) нафте дневно, што је еквивалентно 6,25% глобалне производње. Захваљујући томе, величина доприноса Ел Хасе БДП-у краљевини процењује се на око 378 милијарди ријала
Ел Хасу су основали халдејски досељеници из Вавилона у мочварној земљи, а саграђена је од сланог камена, осамдесет хиљада лаката удаљена од мора.